# やぐま台
やぐま台（やぐまだい）は、愛知県田原市の地名。丁番を持たない単独町名である。

## 地理
田原市の東部に位置し、北と西に谷熊町、南東に豊橋市と接している。

## 世帯数と人口
2015年（平成27年）10月1日現在の世帯数と人口は以下の通りである。
| 町丁     | 世帯数  | 人口  |
| -------- | ------- | ----- |
| やぐま台 | 264世帯 | 753人 |

### 人口の変遷
国勢調査による人口の推移
| 2005年（平成17年） | 783人 | [ 5 ] |  |
| 2010年（平成22年） | 775人 | [ 6 ] |  |
| 2015年（平成27年） | 753人 | [ 2 ] |  |

## 学区
市立小・中学校に通う場合、学区は以下の通りとなる。また、公立高等学校に通う場合の学区は以下の通りとなる。
| 番・番地等 | 小学校                 | 中学校             | 高等学校 |
| ---------- | ---------------------- | ------------------ | -------- |
| 全域       | 田原市立田原東部小学校 | 田原市立東部中学校 | 三河学区 |

## 交通
同名の駅が豊橋鉄道渥美線に設置されているが、当地内ではなく隣接する谷熊町に所在する。

## 施設
- やぐま台公園

## その他

### 日本郵便
- 郵便番号 : 441-3411[3]（集配局：田原郵便局[9]）。